# 進入・ターミナルレーダー管制
進入・ターミナルレーダー管制、または広義の進入管制とは、混雑する空港周辺などに設定された一定の空域（進入管制区）について行われる航空管制である。レーダーを使用するかどうかにより狭義の進入管制とターミナルレーダー管制に分類される。
進入管制（しんにゅうかんせい）業務は、レーダー管制下でない航空機に対して行う進入管制の業務で、管制区管制所及びターミナル管制所により管制業務が提供される。進入管制業務はターミナルレーダー管制業務より大きな管制間隔を必要とするため、比較的交通量の少ない空港に出入域する航空機に対して提供されることが多い。レーダー管制下でない航空機に対して行う業務であり、レーダー覆域外の航空機に対しても業務提供できる。
一方、ターミナルレーダー管制（ターミナルレーダーかんせい）業務は、交通量（トラフィック）の多い主要空港で、レーダーを用いてターミナル管制所により提供されている航空管制業務である。ターミナルレーダー管制は、通常、空港事務所内のIFRルーム（管制塔の階下にある場合が多い）で行われる。
さらに、日本での羽田空港のような交通量が比較的多い空港では、出発機と到着機の管制は分けて行われる。前者は出域管制 (departure control)、後者は入域管制 (approach control) である。コールサインは、空港名のあとに前者はディパーチャー (departure)、後者はアプローチ (approach) が付される。
関東（羽田・成田）や関西（伊丹、関空、神戸）のように複数空港の管制が一元的に実施されることもある（TRACON方式）。
一般に空港周辺には、到着機の飛行コースである標準計器到着方式と、出発機の飛行方式・コースである標準計器出発方式が設定されている。

## 日本におけるターミナルレーダー管制
以下に日本におけるターミナルレーダー管制の場合の業務内容の例を示す。進入管制を実施する場合や実施組織が異なる場合は内容に異同が発生する。

### 統括管制席
1. 管制席間の業務の調整
2. 他の管制席の業務の監督
3. 航空交通管理管制業務に係るATMセンターとの調整
4. 警急業務（捜索救難を必要とする航空機に対する通信捜索を除く。）

### 出域管制席
1. 計器飛行方式により管轄区域内の飛行場から出発する航空機又は計器飛行方式によって進入復行を行う航空機であって次に掲げるものに対する管制許可及び管制指示
（1）飛行場管制所又は着陸誘導管制所から引き継いだもの
（2）管制区管制所、ターミナル管制所又は着陸誘導管制所に引き渡すまでのもの
2. 出域管制席の管制業務に係る事務であって次に掲げるもの
（1）特別有視界飛行許可（出発する航空機に対するものに限る。）
（2）特別管制空域における計器飛行方式によらない飛行の許可（航空法第94条の2第1項ただし書の許可をいう。）
（3）計器飛行方式によって出発する航空機の位置通報、その他通報の受理
（4）次に掲げるものの中継
a 他の管制機関が行った管制承認、管制許可及び管制指示
b 航空機からの位置通報その他の通報
（5）航空機に対するレーダーによる監視及び助言
（6）飛行情報業務及び捜索救難を必要とする航空機に対する通信捜索
（7）管制機関との連絡調整

### 入域管制席
1. 計器飛行方式により管轄空域内の飛行場に進入する航空機であって、次に掲げるものに対する管制許可、管制指示及び管制承認
（1）管制区管制所又は飛行場管制所から引き継いだもの
（2）着陸誘導管制所又は飛行場管制所に引き渡すまでのもの
2. 次に掲げる管制業務
（1）特別有視界飛行許可（進入する航空機に対するものに限る。）
（2）計器飛行方式によって飛行する航空機の飛行計画、位置通報、その他の通報の受理
（3）航空機に対するレーダーによる監視及び助言
（4）飛行情報業務
（5）捜索救難を必要とする航空機に対する通信捜索
（6）関係機関との連絡調整

### 副管制席
1. 出域管制席及び入域管制席間の業務の連絡調整及び補助
2. 次に掲げるものの記録又は中継
（1）管制承認、管制許可、管制指示、特別有視界飛行許可及び飛行計画
（2）航空機からの位置通報その他の通報
（3）航空機の離着陸の時刻、気象その他の情報
3. 関係機関との連絡調整

## アメリカにおけるターミナルレーダー管制
アメリカではアメリカ連邦航空局（FAA）および米軍により管制業務が提供されている。
FAAの場合、多くはTRACON (Terminal Radar Approach Control) と呼ばれ、複数の空港に対する業務を行っている。アメリカ最大のTRACONは南カルフォルニアTRACONで、62の空港に出入域する航空機に対して業務を行っている。

## 進入管制区
日本のターミナルレーダー管制においては、計器飛行方式による出発機および到着機の多い区域を「進入管制区」として設定している。進入管制区は管制区内の主要な空港および飛行場に設置し、進入管制区内にある中小の空港・飛行場のターミナルレーダー管制をまとめて実施している。

### 日本に設置されている進入管制区

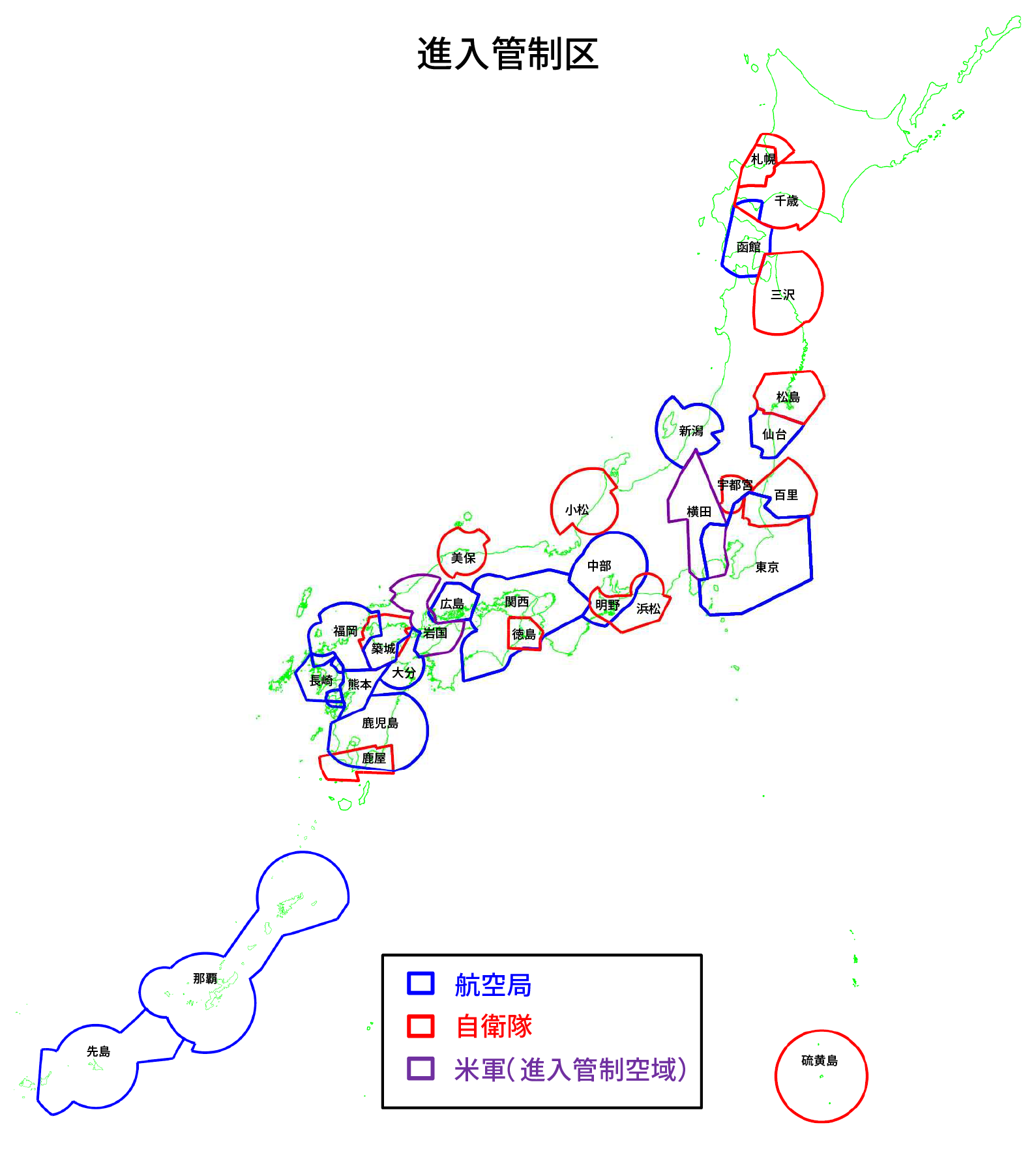
2023年4月現在の日本における進入管制区（空域は高度によって区切られるので複数の進入管制区が平面図上で重なっている箇所がある）

2025年（令和7年）2月20日現在、31空域が指定されている。
| 進入管制区       | 管制施設所在飛行場 | 実施飛行場（一部）                                      | 所管                 |
| ---------------- | ------------------ | ------------------------------------------------------- | -------------------- |
| 札幌進入管制区   | 札幌飛行場         | 札幌                                                    | 防衛省（陸上自衛隊） |
| 千歳進入管制区   | 新千歳空港         | 新千歳                                                  | 防衛省（航空自衛隊） |
| 日高進入管制区   | 新千歳空港         | 中標津、女満別、釧路、 旭川、帯広、十勝                 | 国土交通省航空局     |
| 三沢進入管制区   | 三沢飛行場         | 三沢、八戸                                              | 防衛省（航空自衛隊） |
| 白神進入管制区   | 新千歳空港         | 函館、青森、大館能代、 秋田、花巻                       | 国土交通省航空局     |
| 松島進入管制区   | 松島基地           | 松島                                                    | 防衛省（航空自衛隊） |
| 仙台進入管制区   | 仙台空港           | 仙台、霞目                                              | 国土交通省航空局     |
| 新潟進入管制区   | 新潟空港           | 新潟                                                    | 国土交通省航空局     |
| 宇都宮進入管制区 | 宇都宮飛行場       | 宇都宮                                                  | 防衛省（陸上自衛隊） |
| 百里進入管制区   | 百里飛行場         | 百里、霞ヶ浦                                            | 防衛省（航空自衛隊） |
| 横田進入管制区   | 横田飛行場         | 横田、立川、調布、 厚木、入間                           | アメリカ空軍         |
| 東京進入管制区   | 東京国際空港       | 東京国際、成田国際、 木更津、下総、大島、 新島          | 国土交通省航空局     |
| 小松進入管制区   | 小松飛行場         | 小松                                                    | 防衛省（航空自衛隊） |
| 中部進入管制区   | 中部国際空港       | 中部、小牧、岐阜                                        | 国土交通省航空局     |
| 浜松進入管制区   | 浜松基地           | 浜松、                                                  | 防衛省（航空自衛隊） |
| 明野進入管制区   | 明野駐屯地         | 明野                                                    | 防衛省（陸上自衛隊） |
| 硫黄島進入管制区 | 硫黄島飛行場       | 硫黄島                                                  | 防衛省（海上自衛隊） |
| 関西進入管制区   | 関西国際空港       | 関西国際、大阪国際、 神戸、八尾、高松、 高知、岡山      | 国土交通省航空局     |
| 徳島進入管制区   | 徳島飛行場         | 徳島、小松島                                            | 防衛省（海上自衛隊） |
| 美保進入管制区   | 美保飛行場         | 美保、出雲                                              | 防衛省（航空自衛隊） |
| 広島進入管制区   | 広島空港           | 広島                                                    | 国土交通省航空局     |
| 岩国進入管制区   | 岩国飛行場         | 岩国、松山                                              | アメリカ海兵隊       |
| 福岡進入管制区   | 福岡空港           | 福岡、佐賀、壱岐、芦屋、 目達原                         | 国土交通省航空局     |
| 築城進入管制区   | 築城基地           | 築城、北九州、山口宇部、 防府、小月                     | 防衛省（航空自衛隊） |
| 長崎進入管制区   | 長崎空港           | 長崎、大村                                              | 国土交通省航空局     |
| 熊本進入管制区   | 熊本空港           | 熊本、天草                                              | 国土交通省航空局     |
| 大分進入管制区   | 大分空港           | 大分                                                    | 国土交通省航空局     |
| 鹿児島進入管制区 | 鹿児島空港         | 鹿児島、宮崎、新田原                                    | 国土交通省航空局     |
| 鹿屋進入管制区   | 鹿屋航空基地       | 鹿屋                                                    | 防衛省（海上自衛隊） |
| 那覇進入管制区   | 那覇空港           | 那覇、嘉手納、普天間                                    | 国土交通省航空局     |
| 先島進入管制区   | 宮古空港           | 宮古、奄美、石垣、下地島、 徳之島、沖永良部、与論、喜界 | 国土交通省航空局     |

### ターミナル空域の再編
国内では進入管制区が航空局（14空域）および防衛省（14空域）、アメリカ軍（2空域）により、合計30空域と多く設定されていたため、近年の航空交通量の容量拡大と、管制官の負担軽減・処理効率の向上、管制の冗長化を目的に、TRACON方式等を用いて空域再編を実施してきた。
これに加え、従来の進入管制区をより広域化し、一元的なターミナル管制を実施する計画も存在する。この計画には管制施設の統合や、航空交通管制部の再編により生じた跡地の再利用や進入管制区の最適化が検討・実施された。
| ターミナルレーダー管制空域の統合および再編 | ターミナルレーダー管制空域の統合および再編 | ターミナルレーダー管制空域の統合および再編 | ターミナルレーダー管制空域の統合および再編 |
| 進入管制区                                 | 統合された進入管制区                       | 広域ターミナルレーダー管制施設所在地       | 備考 |
| ------------------------------------------ | ------------------------------------------ | ------------------------------------------ | --- |
| 東京進入管制区                             | 成田                                       | 東京空港事務所                             | 2010年（平成22年）度実施「成田統合」 2019年（令和元年）度実施「首都圏空域再編」2019年（令和元年）度実施「東京進入管制区拡大」 2019年（令和元年）度実施「R-116（チャーリー）空域変更」 |
| 関西進入管制区                             | 伊丹・高知・高松・（広島）                 | 関西空港事務所                             | 1994年（平成6年）度実施「伊丹統合」 2011年（平成23年）度実施「高知統合」 2012年（平成24年）度実施「高松統合」「関西ターミナル施設改修（広島）」が検討されている。                     |
| 福岡進入管制区                             | 熊本・長崎・大分                           | 福岡空港事務所                             | 2020年（令和2年）度実施「北部九州進入管制区再編」 2026年（令和8年）度、「北部九州統合」が予定 - 2025年（令和7年）12月実施「長崎・熊本統合」 - 2026年（令和8年）10月実施「大分統合」   |
| 鹿児島進入管制区                           | 宮崎                                       | 鹿児島空港事務所                           | 2017年（平成29年）度実施「鹿児島・宮崎統合」 2020年（令和2年）度実施「南九州進入管制区再編」 2020年（令和2年）度実施「新田原西回廊移設」                                              |
| 那覇進入管制区 先島進入管制区              | 那覇・先島                                 | 那覇空港事務所 宮古空港事務所              | 2021年（令和3年）度実施「南日本ターミナルレーダー拡大」 奄美群島へのターミナルレーダー管制の導入。                                                                                    |
| 白神進入管制区                             | 東北広域セクター 函館                      | 新千歳空港事務所 (札幌分室)                | 2024年（令和6年）度実施「北日本ターミナルレーダー拡大」 2024年（令和6年）度実施「函館・白神統合」 旧札幌ACCの施設を利用した、東北広域セクター、道東広域セクターの進入管制区化。       |
| 日高進入管制区                             | 道東広域セクター                           | 新千歳空港事務所 (札幌分室)                | 2024年（令和6年）度実施「北日本ターミナルレーダー拡大」 2024年（令和6年）度実施「函館・白神統合」 旧札幌ACCの施設を利用した、東北広域セクター、道東広域セクターの進入管制区化。       |